# 4310 Стрьомхольм
4310 Стрьомхольм (4310 Strömholm) — астероїд головного поясу, відкритий 2 вересня 1978 року.
Тіссеранів параметр щодо Юпітера — 3,692.